# Wymusziw
Wymusziw (ukr. Вимушів) – wieś na Ukrainie, w obwodzie czerniowieckim, w rejonie czerniowieckim. W 2001 roku liczyła 92 mieszkańców.